# ニューヘブリデスプレート

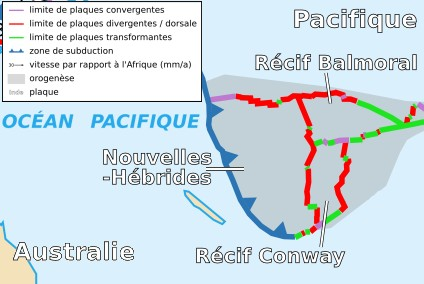
ニューヘブリデスプレートとその周辺（フランス語）

ニューヘブリデスプレート（英語: New Hebrides Plate）とは、太平洋上のバヌアツ諸島界隈に位置するプレートである。北東に太平洋プレート、南西にインド・オーストラリアプレートのオーストラリアプレートが位置し、特に後者は沈み込み帯で接しており、巨大地震が頻発している。このニューヘブリデスプレートとオーストラリアプレートとの沈み込み帯は25年間で20個を超えるマグニチュード7以上の地震を発生させている。直近の巨大地震は2008年4月9日のタンナ島北東70 km、深さ35 kmに於けるマグニチュード7.3の物である。